# Round and Round (Ratt)
Round and Round è un singolo del gruppo musicale statunitense Ratt, il primo estratto dal loro album di debutto Out of the Cellar nel 1984. Rappresenta il maggiore successo in classifica del gruppo, avendo raggiunto il dodicesimo posto della Billboard Hot 100 e la quarta posizione della Mainstream Rock Songs.

## Video musicale
Il videoclip del brano mostra la band che si esibisce nella soffitta della villa di una ricca famiglia. A circa metà canzone uno dei chitarristi del gruppo, Warren DeMartini, rompe il soffitto e cade sul tavolo su cui stanno cenando i membri della famiglia; quindi esegue il suo assolo. Il video presenta una breve apparizione dell'attore comico Milton Berle.
La ragazza protagonista del video è la stessa che qualche anno dopo apparirà in quello di Dirty Diana di Michael Jackson.

## Tracce
1. Round and Round – 4:21
2. The Morning After – 3:33

## Classifiche
| Classifica (1984)             | Posizione massima |
| ----------------------------- | ----------------- |
| Canada                        | 16                |
| Stati Uniti                   | 12                |
| Stati Uniti (mainstream rock) | 4                 |

## Nella cultura di massa
- La canzone appare nei film The Wrestler (2008) e Indovina perché ti odio (2012).
- È inoltre presente nel videogioco Grand Theft Auto: Vice City Stories e come traccia suonabile in Guitar Hero: Rocks the 80s, Guitar Hero: Greatest Hits e Rock Band 2.
- Il brano appare anche nelle serie televisive Le tenebrose avventure di Billy e Mandy, Supernatural, Billions e Stranger Things.

## Riconoscimenti
Round and Round è stata inserita da VH1 al 51º posto nella classifica delle "100 più grandi canzoni degli anni '80" e al 61º posto in quella delle "100 migliori canzoni hard rock".
Nel 2014 è stata indicata come la 18ª più grande canzone pop metal da Yahoo! Music.